# Ladenbergia hexandra
Ladenbergia hexandra är en måreväxtart som först beskrevs av Johann Baptist Emanuel Pohl, och fick sitt nu gällande namn av Johann Friedrich Klotzsch. Ladenbergia hexandra ingår i släktet Ladenbergia och familjen måreväxter. Inga underarter finns listade i Catalogue of Life.